# Trachonas
Trachonas (gr. Τράχωνας, tur. Kızılay) – wieś na Cyprze, w dystrykcie Nikozja.